# 北华大学
- 關於现吉林省四平市的学校，請見「吉林师范大学」。
- 關於现吉林市的医学院校，請見「吉林医药学院」。

北华大学是位于中华人民共和国吉林省吉林市的一所省属综合性重点大学，在全国许多高校合并高峰的时期，由原吉林师范学院、吉林医学院、吉林林学院、吉林电气化高等专科学校于1999年合并组建而成。学校现有东、南、北三个校区，占地面积126.37万平方米，建筑面积83.03万平方米。设有62个本科专业，涵盖经济学、法学、教育学、文学、历史学、理学、工学、农学、医学、管理学等门类。
该大学是吉林省省属规模最大的高校，全日制在校本科生24 000多人。

## 院系设置
| - 政法学院 - 教育科学学院 - 文学院 - 外语学院 - 音乐学院 - 体育学院 - 美术学院 - 历史文化学院 - 数学学院 - 物理学院 | - 化学与生物学院 - 机械工程学院 - 电气信息工程学院 - 计算机科学技术学院 - 软件学院 - 土木与交通学院 - 林学院 - 基础医学院 - 公共卫生学院 - 第一临床医学院（附属医院） | - 医学检验学院 - 口腔医学院 - 护理学院 - 药学院 - 经济管理学院 - 成人与继续教育学院 - 国际教育交流学院 - 公共外语教育学院 - 大学外语教研部 - 教育技术中心 - 工程训练中心 |

## 事件
2024年6月10日，4名參與北華大學合作項目的美國康奈尔学院教師在吉林市北山公园被一名年約55歲的崔姓男子用刀捅傷，事後吉林警方表示，該名疑犯當時與其中一名教師「發生碰撞」，遂持刀刺傷四名教師以及一名試圖阻止他的中國籍旁觀者。而中國外交部發言人林剑則在翌日的例行記者會回應說此事是一宗「偶發事件」，並強調「有關偶發事件不會對中美人文交流正常開展造成影響」。